# سیادنچا
سیادنچا (به اسپانیایی: Ciadoncha) یک شهرستان در اسپانیا است.